# Magnar Solberg
Magnar Solberg (* 4. února 1937 Soknedal) je bývalý norský biatlonista. Na Zimních olympijských hrách 1968 zvítězil v individuálním závodě na 20 km a byl druhý ve štafetě. Na mistrovství světa v biatlonu 1969 byl druhý ve štafetě a třetí v závodě jednotlivců, na mistrovství světa v biatlonu 1970 druhý ve štafetě a na mistrovství světa v biatlonu 1971 druhý ve štafetě a třetí v závodě jednotlivců. Byl vlajkonošem norské výpravy na Zimních olympijských hrách 1972, kde skončil čtvrtý se štafetou a vyhrál závod jednotlivců na 20 km. Stal se tak prvním biatlonistou, který dokázal obhájit olympijské vítězství a ve 35 letech nejstarším olympijským vítězem v individuální soutěži (o tento rekord ho v roce 2006 připravil kanadský skeletonista Duff Gibson).
V roce 1968 získal ocenění Morgenbladets Gullmedalje.
Pracoval jako policista. V roce 1978 se zúčastnil vyšetřování vraždy, za jejíhož pachatele označil invalidního muže Fritze Moena. Při revizi procesu v roce 2008 bylo zjištěno, že se Solberg dopustil profesionálního pochybení, které vedlo k odsouzení nevinného. V důsledku skandálu odešel od policie a začal pracovat v pojišťovně.